# أي. إي. فان فوغت
أي. إي. فان فوغت (بالإنجليزية: A. E. van Vogt) (26 أبريل 1912 في كندا - 26 يناير 2000، هوليوود في الولايات المتحدة)؛ كاتب وروائي كندي.

## روابط خارجية
- أي. إي. فان فوغت على موقع IMDb (الإنجليزية)
- أي. إي. فان فوغت على موقع الموسوعة البريطانية (الإنجليزية)
- أي. إي. فان فوغت على موقع إن إن دي بي (الإنجليزية)
- أي. إي. فان فوغت على موقع ديسكوغز (الإنجليزية)